# Magt er en permanent sammensværgelse
|  | Denne artikel er oprettet af botten PalnaBot ud fra en ekstern database. Den kan derfor have sproglige fejl eller mangler. Denne skabelon kan fjernes efter kontrol af indholdet. |

Magt er en permanent sammensværgelse er en film instrueret af Tue Ritzau.

## Handling
Filmen er tænkt som et forsøg på indblik i hvem disse (over)mennesker var, de politiske og økonomiske omstændigheder under hvilke de regerede, hvorfor og hvordan enden blev som den blev, hele tiden set i forbindelse med vor egen tid og med ordet MAGT som nøgleord.